# Żółw żółtolicy
Żółw żółtolicy, żółw żółtouchy (Trachemys scripta troostii) – podgatunek żółwia ozdobnego (Trachemys scripta) z rodziny żółwi błotnych (Emydidae).
OpisKarapaks owalny oraz spłaszczony, z nieznaczną stępką barwy oliwkowozielonej do prawie czarnej u niektórych starszych żółwi. U młodych osobników pancerz i skóra mają kolor od żółto-zielonego do ciemnozielonego. Po bokach zielonej głowy występują rozszerzające się do tyłu żółte paski. Palce stóp łączy błona pławna. Samce są zazwyczaj mniejsze od samic i mają dłuższe i grubsze ogony oraz dłuższe pazury.
RozmiaryDługość karapaksu do 30 cm.
BiotopWiększe zbiorniki ze stojącą wodą.
WystępowanieNaturalnie występuje we wschodnich USA i ma najmniejszy zasięg występowania spośród trzech podgatunków żółwia ozdobnego. Introdukowany w wielu krajach świata, takich jak m.in. Meksyk, Gwatemala, Belize, Honduras, Salwador, Nikaragua, Kostaryka, Panama, Brazylia, Kolumbia, Wenezuela, Chile, Malezja, Singapur, Tajlandia, kraje Indochin i Europy.
PokarmPokarm nie może być monotonny. Żółwie żywią się rybkami (np. gupiki, mieczyki itp.), żywymi ślimakami (tylko oskorupione), dżdżownicami, rurecznikami, larwami ochotek, rozwielitkami i innymi drobnymi skorupiakami. Żółwiom może być również podawany martwy pokarm zwierzęcy w postaci małży, krewetek, ryb słodkowodnych i morskich. Często w domowej hodowli niedoświadczeni hodowcy podają żółwiom wołowinę, serca i nerki wołowe lub mięso indycze. Jest to poważny błąd żywieniowy. Organizm żółwia nie jest przystosowany do trawienia tego rodzaju pokarmów, długotrwałe ich podawanie może doprowadzić do nadmiernego wzrostu, czyli w efekcie do krzywicy oraz do poważnych chorób nerek i wątroby i zatłuszczenia. Dlatego w domowej hodowli mięsa ssaków i ptaków żółwiom się nie podaje. Dostępne w handlu różne rodzaje pokarmów dla żółwi powinny stanowić jedynie rzadki dodatek, gdyż takie granulaty są źle zbilansowane i częste ich podawanie może doprowadzić do nadmiernego wzrostu, w efekcie do krzywicy. Pokarm muszą połykać w wodzie, gdyż z powodu braku mięśnia poruszającego językiem nie mają jak go przesuwać.
ZachowanieZimuje w mule na dnie zbiorników wodnych. Gdy wygrzewa się w słońcu, przyjmuje charakterystyczną pozycję rozkładając szeroko odnóża przednie, a tylne do tyłu z odwróconymi podeszwami do góry.
RozmnażanieGody odbywa wczesną wiosną. Samica składa od maja do lipca do dołka w ziemi zwilżonego moczem 4–23 jaja, dwa lub trzy razy w sezonie. Młode wylęgają się po 2 do 2,5 miesiącach między lipcem a wrześniem i mierzą ok. 2,5 cm. Jeżeli wylęg nastąpi późną jesienią, młode mogą przezimować w gnieździe i wyjść z niego dopiero na wiosnę.
OchronaGatunek uznany za inwazyjny na terenie Polski. Ujęty w rozporządzeniu Ministra Środowiska z dnia 9 września 2011 r. w sprawie listy roślin i zwierząt gatunków obcych, które w przypadku uwolnienia do środowiska przyrodniczego mogą zagrozić gatunkom rodzimym lub siedliskom przyrodniczym. W związku z tym, wwiezienie do Polski żółwia z tego gatunku wymaga zgody Generalnego Dyrektora Ochrony Środowiska, natomiast przetrzymywanie, hodowla, rozmnażanie, oferowanie do sprzedaży i zbywanie wymaga zgody Regionalnego Dyrektora Ochrony Środowiska (art. 120).